# 格拉德布鲁克 (愛荷華州)
格拉德布魯克（英語：Gladbrook）是一個位於美國愛荷華州泰馬縣的城市。

## 地理
格拉德布魯克的座標為42°11′06″N 92°42′53″W / 42.18500°N 92.71472°W，而該地的平均海拔高度為297米（即794英尺）。

## 人口
根據2010年美國人口普查的數據，格拉德布魯克的面積為1.81平方千米，當中陸地面積為1.81平方千米，而水域面積為0.00平方千米。當地共有人口945人，而人口密度為每平方千米522人。